# Musée François-Tillequin
Le musée François-Tillequin - collections de matière médicale est le musée de matière médicale de la Faculté de pharmacie de Paris. Il est présent dans les locaux de la faculté depuis 1882 et abrite une importante collection de près de 25 000 échantillons de drogues végétales et animales.
Tous les ans, il est ouvert au public à l'occasion des journées européennes du patrimoine.

## Histoire
Le musée François-Tillequin tire ses origines des collections de matières médicale des apothicaires et pharmaciens parisiens constituées dès le XVIIIe siècle. Les échantillons les plus anciens dont l'origine est attestée proviennent du droguier d'Antoine Baumé. Mais ce n'est véritablement qu'à partir de 1882 que l'on peut parler d'un musée, à l'occasion du déménagement de l'ancienne Faculté de pharmacie située rue de l'Arbalète, vers ses locaux actuels du 4, avenue de l’Observatoire. Les collections sont réunies dans un espace d'environ 300 m2 qui leur est réservé,.
En 2012, le musée prend son nom actuel, en hommage à François Tillequin décédé en 2011, directeur du laboratoire de pharmacognosie et responsable des collections du musée. Il était à l'origine d'un travail considérable de recherche et de classement.

## Les collections
Près de 25000 échantillons sont réunis, principalement des drogues végétales, quelques drogues animales et des objets liés à la récolte ou à l'utilisation de ces drogues.
La collection générale suit la classification botanique de Bentham et Hooker. Elle regroupe environ 5000 échantillons de plantes exposées dans 32 vitrines.
La collection Guibourt, du nom du professeur Gaston Guibourt contient 1300 échantillons présentés dans une galerie latérales.
Les collections géographiques constituent un important sous-ensemble où les échantillons sont regroupés par zones géographiques cohérentes. On distingue ainsi les collections suivantes :
- Asie
  - Chine
  - Viêt-Nam
  - Japon
  - Inde, Ceylan et Indonésie
  - Turquie
  - Perse
- Afrique
- Amérique
  - Amérique du Nord
  - Amérique Centrale
  - Amérique du Sud
- Océanie

La pièce centrale du musée est la Pagode, héritée de l'exposition universelle de 1889.